# Gray (Luizjana)
Gray – jednostka osadnicza w Stanach Zjednoczonych, w stanie Luizjana, w parafii Terrebonne.